# Гагуа, Георгий
Георгий Гагуа (груз. გიორგი გაგუა; род. 10 октября 2001 года, Тбилиси, Грузия) — грузинский футболист, нападающий хорватского клуба «Истра 1961».

## Клубная карьера
Гагуа — воспитанник тбилисских клубов «Динамо», «Мерани» и «Алавеса». 1 ноября 2020 года в матче против «Расинг Сантандер» он дебютировал в составе последних. 18 ноября в поединке против «Реал Унион» Гагуа забил первый гол за новый клуб.
Летом 2022 года на правах аренды перешёл в испанский «Реал Унион». 19 сентября в матче против «Эльденсе» Георгий провёл первый матч в составе нового клуба. 4 декабря в поединке против «Нумансии» он забил первый гол за «Реал Унион».
Летом 2024 года на правах свободного агента стал игроком хорватского клуба «Истра 1961». 10 августа в матче против «Горицы» Гагуа дебютировал в чемпионате Хорватии и отметился голевой передачей.

## Международная карьера
В 2023 году в составе молодёжной сборной Грузии Гагуа принял участие в молодёжном чемпионате Европы. На турнире он сыграл в матчах группового этапа против Португалии, Бельгии, Нидерландов и четвертьфинале против Израиля. В поединке против Португалии отметился голом.